# Luiz Felipe
Luiz Felipe Ramos Marchi (* 22. März 1997 in Colina, São Paulo) ist ein brasilianisch-italienischer Fußballspieler. Der Innenverteidiger steht in Diensten von Rayo Vallecano und hat eine Partie für die italienische Nationalmannschaft absolviert.

## Karriere

### Verein
Luiz Felipe spielte in der Jugend für den Ituano FC aus São Paulo. Zur Saison 2015/16 rückte er in den Kader der ersten Mannschaft auf.
Am 30. August 2016 gab der italienische Hauptstadtverein Lazio Rom die Verpflichtung von Felipe bekannt. Einen Tag später wurde bekanntgegeben, dass der Brasilianer im Rahmen eines Leihgeschäfts an den italienischen Zweitligisten US Salernitana ausgeliehen wird. Dort debütierte er im Ligaspiel gegen Benevento Calcio, indem er sein erstes und auch einziges Tor für den Verein erzielte. Insgesamt bestritt er sieben Ligaspiele in seinem Jahr in Salerno.
Zur Saison 2017/18 kehrte Luiz Felipe nach Rom zurück. Sein Ligadebüt gab er am 10. September 2017 (3. Spieltag) beim 4:1-Sieg im Heimspiel gegen den AC Mailand. In der Saison 2018/19 gelang ihm am 26. Dezember 2018 (18. Spieltag) sein erstes Tor in einem Ligaspiel für Lazio Rom. Im Auswärtsspiel gegen den FC Bologna gelang ihm beim 2:0-Sieg ein Kopfballtor zur 1:0-Führung. Seine Vertragslaufzeit endet mit Ablauf des 30. Juni 2022.
Am 4. Juli 2022 unterschrieb Luiz Felipe einen Fünfjahresvertrag bei Betis Sevilla.
Bereits nach einem Jahr verließ er Spanien und wechselte im September 2023 nach Saudi-Arabien zu al-Ittihad. Dort kam er in seiner ersten Saison auf 18 Ligaeinsätze, verpasste jedoch verletzungsbedingt zwei längere Phasen. In der folgenden Spielzeit stand er nur am ersten Spieltag auf dem Platz, bevor er im Januar 2025 zu Olympique Marseille wechselte, wo er bis Saisonende viermal zum Einsatz kam. Bereits nach einem halben Jahr folgte der Abschied mit einem Transfer zum spanischen Erstligisten Rayo Vallecano.

### Nationalmannschaft
Luiz Felipe bestritt zwei Länderspiele für die U-20-Nationalmannschaft Brasiliens.
Im Jahr 2018 wurde er zu zwei Testspielen der italienischen U-21-Nationalmannschaft von Trainer Luigi Di Biagio berufen. Durch seinen italienischen Pass war er für diese ebenso spielberechtigt, wie für die brasilianische. Felipe entschied sich jedoch zugunsten seines Heimatlandes.
Im Januar 2022 wurde Luiz Felipe erstmals in den Kader der italienischen Nationalmannschaft berufen. In der Partie gegen Deutschland wurde er eingewechselt und feierte damit sein Debüt für die Squadra Azzurra. Seitdem folgte jedoch keine weitere Nominierung.

## Erfolge
- Italienischer Supercupsieger: 2017, 2019
- Italienischer Pokalsieger: 2018/19